# Tereza Hofová
Tereza Hof (rozená Hofová) (* 24. listopadu 1979, Ostrov) je česká divadelní a filmová herečka. Žije střídavě v Praze a Reykjavíku. Do širšího povědomí diváků se dostala především díky roli Lenky Braunové v seriálu Dáma a Král. Vystupuje ale především na menších divadelních scénách, věnuje se ale také filmovému herectví či načítání audioknih.

## Život
Do tří let vyrůstala v Karlových Varech a Praze. Maturovala na střední knihkupecké škole a při studiu zároveň pracovala v knihkupectví Fišer v Kaprově ulici. Hned po maturitě pak nastoupila na Katedru činoherního divadla na Divadelní fakultu AMU. V roce 2010 se z České republiky přesunula na Island a na určitou dobu se přestala věnovat herecké kariéře.
Po návratu do České republiky se nejprve objevuje na komornějších divadelních scénách, následně i v televizních sériích a seriálech. Od roku 2018 se pak objevuje i v řadě celovečerních filmů.

## Tvorba

### Divadlo
Po absolvování studia činoherního herectví na DAMU se objevila ve třech inscenacích Divadelního spolku Kašpar v režii Filipa Nuckollse a dvou inscenacích Švandova Divadla. Později nastoupila do angažmá do Činoherního studia Ústí nad Labem, kde se objevila v řadě různorodých inscenací, jakými byli například částečně zmodernizované hry Antona Pavloviče Čechova Tři sestry a Racek, ale také adaptace knihy Chucka Palahniuka Klub rváčů, kde si zahrála hlavní ženskou postavu Marlu Singerovou (v alternaci s Anitou Krausovou). Představení se reprízovalo deset let a získalo řadu kladných ohlasů.
V roce 2009 poprvé spolupracovala s režisérkou Kamilou Polívkovou Hrdinové jako my (jedná se o adaptaci stejnojmenné knihy německého autora Thomase Brussiga) pro Divadlo Komedie. Kromě hereckého výkonu se podílela na představení i jako dramaturgyně.
Od roku začala hrát 2012 také v několika hrách Divadla Letí. Mezi ně patří například i interaktivní hra Proti pokroku. Proti lásce. Proti demokracii. (kolektiv režisérů, premiéra 2014), která byla v omezeném počtu repríz uváděna v Centru současného umění DOX.

V roce 2013 se poprvé objevila v divadle Studio Hrdinů v inscenaci Citový komediant (režie Jan Horák, Michal Pěchouček). Na této divadelní scéně pak navázala na spolupráci s Kamilou Polívkovou, tentokrát na monodramatu Skugga Baldur, která vychází ze stejnojmenné knižní předlohy (v překladu se jedná o titul Syn stínu) islandského spisovatele Sjóna. I na této adaptaci se podílela i z autorského hlediska, zúročila své znalosti skandinávské kultury a čas strávený na Islandu. Za svůj herecký výkon získala nominaci na Cenu divadelní kritiky v kategorii Nejlepší ženský herecký výkon roku 2016 a samotná inscenace získala Cenu Divadelních novin 2016 v kategorii  alternativní divadlo. Po šesti letech se společně Kamilou Povíkovou opět vrátila k textům islandského spisovatele Sjóna a (opět pro Studio Hrdinů) adaptovaly jeho knihu Měsíční kámen: Příběh chlapce, který nikdy nebyl, v němž vystupuje společně v roli Irmy Vep s Janem Cinou, který představuje protagonistu příběhu Mániho Steinna.
Postupně se s hlavním hrdinou ocitáme v jeho milovaném kině, respektive v jednom ze dvou promítacích sálů, které tehdy v Reykjavíku fungovaly. Máni Steinn (v překladu Měsíční kámen) je vášnivým filmovým fanouškem, v kině tráví veškerý svůj volný čas a nenechá si uniknout žádný nový film. Zbožňuje němou sérii Les Vampires od Louise Feuillada a obdivuje její hlavní hrdinku Irmu Vep, kterou mu zároveň připomíná i jedna z místních dívek Sóla. V její „dvojroli“ se představuje skvělá Tereza Hofová, která se po čase na jevišti vynoří také přímo z publika. „Irma Vep není přesnou rekonstrukcí filmového charakteru, je spíše podvratnou fantazií a inkarnací Mániho dívčího idolu Sóly Guðb-, zosobněním svobody a schopnosti nabourávat systém a měšťanské pořádky. Možná se dá použít i termín anarchie,“ popisuje pro Heroine.cz svou roli herečka.
Měsíční kámen vzdává hold filmové klasice i avantgardě. Hofová natočila některé scény v kostýmu Irmy přímo na Islandu, kde sama prožila část života – přestěhovala se tam ve třiceti letech a narodila se tam i její dcera.  
„Přistupovala jsem k ní jako k temnému fluidu, ale samozřejmě jsem jí musela dát konkrétní rysy. Půjčila jsem si pár ikonických póz Irmy Vep a Kamila mě vždy důsledně upozorňovala, že nehledáme ladnou kočičí ženu, ale spíše ‚týpka‘. On ten kostým dost svádí k éterickým pohybům, takže jsem za tohle plácnutí přes prsty byla pokaždé ráda,“ popisuje Tereza Hofová spolupráci s režisérkou Kamilou Polívkovou.
S Kamilou Polívkovou spolupracovala také na představení Zeď (premiéra 2021) pro brněnské HaDivadlo. Objevuje se také ve feministicky laděné inscenaci A studia Rubín (kde již dříve vystupovala v představení Zakázané uvolnění) Ruka je osamělý lovec (režie Ondřej Štefaňák, premiéra 2022) a v monodramatu Chemického divadla Do tmy (Vojtěch Bárta & kol., 2018) podle knižní předlohy Anny Bolavé.

### Filmy
První větší filmovou roli si zahrála ve filmu Petra Nikolaeva ...a bude hůř (2007), kde představovala postavu Oliny. V té době mela za sebou již dvě role filmové role, jednu v televizním filmu Ani svatí, ani andělé (režie Viktor Polesný, 2001) a druhou v krátkometrážním studentském snímku Na prahu (režie Eva Kulichová, 2005). 

V roce 2018 ji obsadil Adam Sedlák do hlavní ženské role svého debutového celovečerního filmu Domestik. Zahrála si v něm postavu Šarloty, manželky vrcholového cyklisty Romana (Jiří Konvalinka), který se pomocí přísné životosprávy a extrémního cvičení snaží dostat znovu na vrchol. Oproti tomu Šarlota se za každou cenu snaží otěhotnět, zároveň se však u ní rozvíjí porucha příjmu potravy, která ji dovede až ke zničující tělesné proměně. Za stvárnění Šarloty byla Českou filmovou kritikou nominována v kategorii Nejlepší ženský výkon v hlavní roli. Tereza Hof o filmových postavách pro informuji.cz řekla:
Já myslím, že ani jeden z nich není schopný z té situace odejít. Právě. To mi na tom přijde nejvíc zajímavé. Kdyby on v tom nebyl tak zaťatej, tak si je taky schopný přiznat, že už to dál nejde. Že už je doba největší formy za ním a že může dělat něco jiného. Ale zarputilost přetrvává. Za každou cenu chce dosáhnout svého cíle, i když už překračuje nějaké hranice. Na druhou stranu překračování hranic etiky a morálky je ve filmu to nejmenší téma. Jde spíš o to, jak jde člověk přes sebe a svoji přirozenost. Dostáváme se do vleku nějaké touhy, která se ve výsledku stane destruktivně obsesivní. Oba mají dost vyprázdněný život, a tak jsou jejich cíle to jediné, co jim ho naplňuje. Podle mě však totálně postrádají kreativitu a fantazii. Jdou tupě za svým, bez ohledu na to, co se děje “nalevo či napravo”.
Současně si zahrála v témže roce hlavní ženskou roli i v televizním historickém filmu Bůh s námi - od defenestrace k Bílé hoře (režie Zdeněk Jiráský), kde se objevila v roli Zuzany Alžběty z Thurnu, druhé manželky hraběte Jindřicha Matyáše z Thurnu, vůdce stavovského povstání. O tři roky později se objevila v dalších televizních historických filmech, v biografii J. A. Komenského Jako letní sníh (režie Lubomír Hlavsa) a v hraném dokumentu Můj život s Bohuslavem Martinů (režie Jakub Sommer) v roli Charlotte Martinů, která vypráví životní příběh jejího manžela. Objevila se také v celovečerním debutu Miroslava Bambuška Lidi krve, kde představovala postavu Anne Hille, babičky protagonisty filmu. Následující rok si zahrála v televizním detektivním filmu Vražedné stíny (režie Jiří Svoboda) či v menší roli ve sci-fi snímku Běžná selhání Cristiny Grosan. Její největší rolí však byla v tomto roce kartářka Zdena ve filmu Šimona Holého A pak přišla láska..., k níž přijíždí psycholožka Kristýna na rodové léčení. V rozhovoru pro Novinky.cz o postavě Zdeny řekla:
Režisér Šimon Holý se chtěl zaměřit na spirituální koučky, věštkyně a jejich vzrůstající popularitu, Zdena ve filmu reprezentuje ezoterickou linku v pejorativním slova smyslu. Je to silná osobnost, v něčem možná tvrdá, až nepřístupná, není však cílená manipulátorka, opravdu si myslí, že lidem pomáhá. Odráží dynamiku vztahů hlavních postav v podání Pavly Tomicové a Sáry Venclovské. Tvoří takový průsečík vztahů.

### Seriály
Do roku 2014 se v seriálech objevovala spíše v menších rolí, přelom přišel až s rolí Olgy Havlové v historickém seriálu České století (režie Robert Sedláček). Další výraznou roli získala v seriálu Mamon (režie Vladimír Michálek, 2015), kde si zahrála státní zástupkyni Janu Skálovou. V historickém seriálu Já, Mattoni (režie Marek Najbrt, 2016) se objevila v roli kořenářky Lény.
Hlavní ženskou roli si pak zahrála v seriálu Dáma a král (kolektiv režisérů, 2017-2022), kde představuje postavu advokátky Lenky Braunové. Kromě kriminálních případů řešených v jednotlivých epizodách se zde objevuje i linka soustřeďující se na příběh jejího rodinného života. Jedná se o zatím největší seriálovou roli Terezy Hof.
Nadále se v seriálech objevuje většinou spíše v epizodních rolích.

### Mluvené slovo
Kromě hereckého i divadelního herectví se věnuje i mluvenému slovu. Objevila se v detektivní rozhlasové hře Záhadné bodnutí (režie Martina Schlegelová a Filip Skuhrovec, 2016) a seriálu Neklid (režie Natália Deáková, 2021). Kromě toho načetla i další texty od různých autorů - Ivana Klímy (Pohřeb, natočeno 2017), Biancy Bellové (Ptačí klec, natočeno 2019) či Kláry Vlasákové (Říznutí, natočeno 2020) či upravenou verzi knihy Ann Radclifové Sicilský román (režie Petr Mančal, 2023). V jednom případě se jednalo dokonce o povídku, která byla pro rozhlas napsána umělou inteligencí (Da Vinciho stroj). 
Načetla také několik audioknih, včetně románu Prolhaný život dospělých od Eleny Ferrante (za který byla nominována v kategorii Nejlepší jednohlasá četba) či fantasy knihu pro děti a mládež s ekologickou tematikou Truhla času od islandského spisovatele Andri Snæra Magnasona. Společně s Terezou Dočkalovou vystupovala v audiobiografické show Ženy, která představovala méně známé osudy vybraných žen.

## Divadelní role

#### Divadelní spolek Kašpar
- Krysař (režie Filip Nuckolls, premiéra 2003)
- Lofter (režie Filip Nuckolls, premiéra 2004)
- Don Juan v Soho (režie Filip Nuckolls, premiéra 2009)

#### Švandovo divadlo
- Škola pro ženy (režie Daniel Hrbek, premiéra 2005)
- Bomby, prachy a láska! (režie Antonio Fava, premiéra 2007)

#### Činoherní studio Ústí nad Labem
- Uražení a ponížení (Pocta Dostojevskému) (režie Filip Nuckolls, premiéra 2006)
- Tři sestry (režie Marián Amsler, premiéra 2006)
- Tetování (režie Natálie Deáková, Vladimír Čepek, premiéra 2006)
- Famiglia (režie Filip Nuckolls, premiéra 2007)
- Klub rváčů (režie Filip Nuckolls, premiéra 2008)
- Malá čarodějnice (režie Jiří Honzírek, premiéra 2008)
- Separatisté (režie Thomas Zielinski, premiéra 2008)
- Bohové hokej nehrají (režie Filip Nuckolls, premiéra 2008)
- Dům Bernardy Alby (režie Dodo Gombár, premiéra 2009)
- Červený Nepomuk (režie Filip Nuckolls, premiéra 2009)
- Idiot? (režie Natália Deáková, premiéra 2009)
- Loupežnická jeskyně (režie Filip Nuckolls, premiéra 2009)
- 2521 (režie Filip Nuckolls, premiéra 2010)
- Racek (režie Natálie Deáková, premiéra 2010)

#### Divadlo Komedie
- Hrdinové jako my (režie Kamila Polívková, premiéra 2009) - na inscenaci se podílela i autorsky

#### A studio Rubín
- Zakázané uvolnění (režie Daniela Špinar, premiéra 2017)
- Ruka je osamělý lovec (režie Ondřej Štefaňák, premiéra 2022)

#### Divadlo Letí
- Rozhovory s astronauty (režie Natália Deáková, premiéra 2012)
- Bomberka (režie Filip Nuckolls, premiéra 2013)
- V Republice Štěstí (režie Martina Schlegelová, premiéra 2014)
- Proti pokroku. Proti lásce. Proti demokracii. (kolektiv režisérů, premiéra 2014)
- Taxistyx / Přízrak (režie Alžběta Burianová [Taxistyx], Martina Schlegelová [Přízrak], premiéra 2017)

#### Divadlo DISK
- Polaroidy (režie Natálie Deáková, 2003)
- Slečna Julie (režie Ida Kat Balslev, premiéra 2016)

#### Tygr v tísni
- Oresteia (režie Ivo Kristián Kubák, premiéra 2016)

#### Studio Hrdinů
- Citový komediant (režie Jan Horák, Michal Pěchouček, premiéra 2013)
- Skugga Baldur (režie Kamila Polívková, premiéra 2016) - na představení se podílela i autorsky, za výkon získala nominaci na Cenu divadelní kritiky v kategorii Nejlepší ženský herecký výkon roku 2016 a za autorství společně s Kamilou Polívkovou Cenu Divadelních novin 2016 v kategorii [10] alternativní divadlo.
- Dílo (režie Miroslav Bambušek, premiéra 2017)
- Měsíční kámen (režie Kamila Polívková, premiéra 2022)
- Nomi (režie Bára Viceníková, 2023)

#### Chemické divadlo
- Do tmy (režie Vojtěch Bárta & kol., premiéra 2018)

#### HaDivadlo
- Zeď (režie Kamila Polívková, premiéra 2021)

#### Divadlo X10
- Gorgó (režie Ondřej Cikán a Antonín Šilar, premiéra 2022) - vystupuje v audiovizuálním záznamu, který je součástí inscenace

## Filmografie

### Film

#### Celovečerní
- Ani svatí, ani andělé (TV film, režie Viktor Polesný, 2001)
- Na prahu (studentský film, 2005)
- ...a bude hůř (režie Petr Nikolaev, role Oliny, 2007)
- Klub osamělých srdcí (režie Petr Nikolaev, 2009)
- Domestik (režie Adam Sedlák, role Šarloty, 2018) - za roli byla nominována na ocenění
- Bůh s námi – od defenestrace k Bílé hoře (TV film, role Zuzany Alžběty z Thurnu, 2018)
- Můj život s Bohuslavem Martinů (TV film, režie Jakub Sommer, role Charlotte Martinů, 2021)
- Lidi krve (režie Miroslav Bambušek, role Anny Hille, 2021)
- Jako letní sníh (TV film, režie Lubomír Hlavsa, 2021)
- Vražedné stíny (dvoudílný TV film, režie Jiří Svoboda, role Denisy, 2022)
- Běžná selhání (režie Cristina Grosan, role psycholožky, 2022)
- A pak přišla láska (režie Šimon Holý, role kartářky Zdeny, 2022)
- O malých věcech (režie Denis Šafařík, 2023)
- Poklad (režie Rudolf Havlík, 2024)
- Dziadku, wiejemy! (režie Olga Chajdas, 2025)

#### Krátkometrážní
- Na prahu (režie Eva Kulichová, 2005) - studentský film
- Francek (režie Natálie Císařovská, role múzy, 2020)
- Can You Still Feel The Butterflies? (režie Radek Brousil, 2021)

### Seriály
- Ordinace v růžové zahradě (kolektiv režisérů, 2005)
- Eden (režie Petr Nikolaev, Jiří Chlumský, 2005)
- Ošklivka Katka (kolektiv režisérů, role Lucie, 2008)
- Kriminálka Anděl - 2. série, 5. díl Nenávist (režie Jiří Chlumský, role barmanky Ireny, 2010)
- České století - epizody Je to jen rock'nŕoll (1976), Poslední hurá (1989), Ať si jdou (1992) (režie Robert Sedláček, role Olgy Havlové, 2014)
- Všechny moje lásky - 16. epizoda Nejlepší kamarádky (režie Johanna Steiger-Antošová, 2015)
- Mamon (režie Vladimír Michálek, role státní zástupkyně Jany Skálové, 2015)
- Já, Mattoni (režie Marek Najbrt, role kořenářky Lény, 2016)
- Svět pod hlavou - 7. epizoda Smrt špióna (režie Radim Špaček, role prostitutky, 2017)
- Dáma a Král (kolektiv režisérů, role advokátky Lenky Braunové, 2017 až 2022)
- Život a doba soudce A. K. - 11. díl, 2. série Postavení mimo hru (režie Bohdan Sláma, 2017)
- Specialisté (kolektiv režisérů, role soudní patoložky, 2017)
- Mordparta - 4. díl, 2. série (režie Peter Bebjak, 2017)
- Kapitán Exner - 5. epizoda Denár v dívčí dlani – 1. část a 6. epizoda Denár v dívčí dlani – 2. část (režie Vít Karas, 2017)
- Zločiny Velké Prahy - 5. epizoda Pekelný stroj (režie Jaroslav Brabec, 2021)
- ZOO Nové začátky (režie Libor Kodad, Jana Rezková, Lukáš Buchar, Jiří Andrle, 2024)
- Děcko (režie Rozálie Kohoutová, Radim Špaček, 2025)

## Mluvené slovo

### Rozhlas
- Josef Mareš: Záhadné bodnutí (režie Martina Schlegelová a Filip Skuhrovec, 2016)
- Ivan Klíma: Pohřeb (2017)
- Bianca Bellová: Ptačí klec (režie Petr Mančal, 2019)
- Digitální spisovatel: Da Vinciho stroj (2020)
- Klára Vlasáková: Říznutí (režie Jakub Doubrava, 2020)
- Klára Vlasáková: Neklid (režie Natália Deáková, 2021)
- Ann Radclifová: Sicilský román (režie Petr Mančal, 2023)
- Damian Machaj: Umění padělat (režie Damian Machaj, 2023) - šestidílný podcast věnovaný tématu padělání obrazů

### Audioknihy
- Elena Ferrante: Prolhaný život dospělých (režie Dimitrij Dudik, 2020)
- Muriel Barberyová: Růže sama (2021)
- Jakuba Katalpa: Němci (režie Natália Deáková, 2021)
- Lone Theilsová: Dívky z trajektu (režie Johana Ožvold, 2022)
- Lone Theilsová: Žena po které se slehla zem (režie Johana Ožvold, 2022)
- Andri Snær Magnason: Truhla času (2021)
- Silvie Lauder: V pasti pohlaví (režie Kateřina Bubeníčková, 2024)

### Audioshow
- Jana Patočková a Matouš Hrdina: Ženy (režie Bela Schenková, 2022)

## Osobní život
Tereza Hof žila s  bubeníkem skupiny Dead Skeletons, s nímž má dceru Hannu.